# Matsuya
Matsuya Co., Ltd. (株式会社松屋) TSE : 8237 est un grand magasin de Tokyo, au Japon. Fondé en 1869 à Yokohama, il possède deux magasins, l'un à Ginza (ca. 1925) et l'autre à Asakusa (1931).

## Histoire

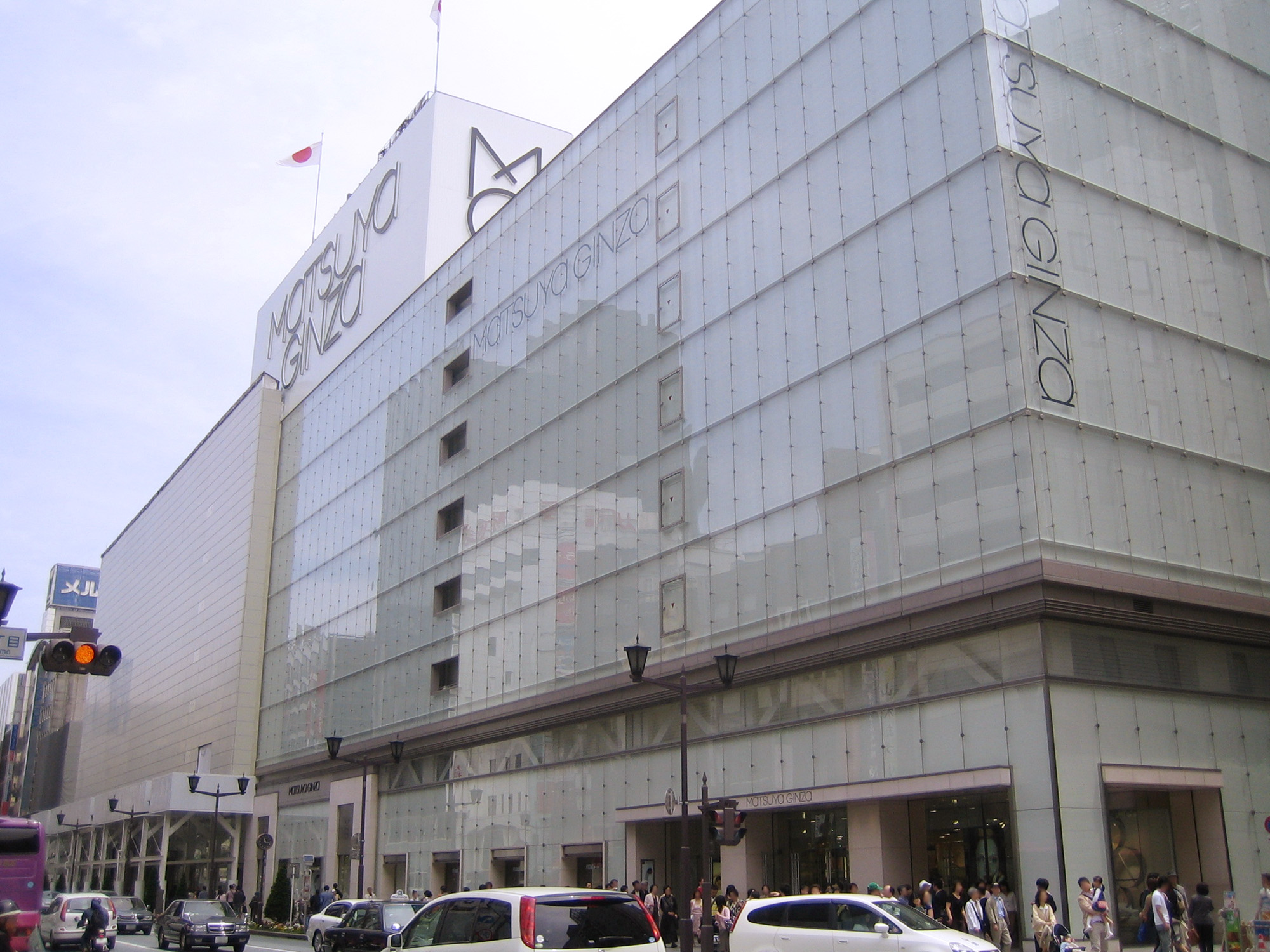
Le magasin Matsuya de Ginza en 2006.
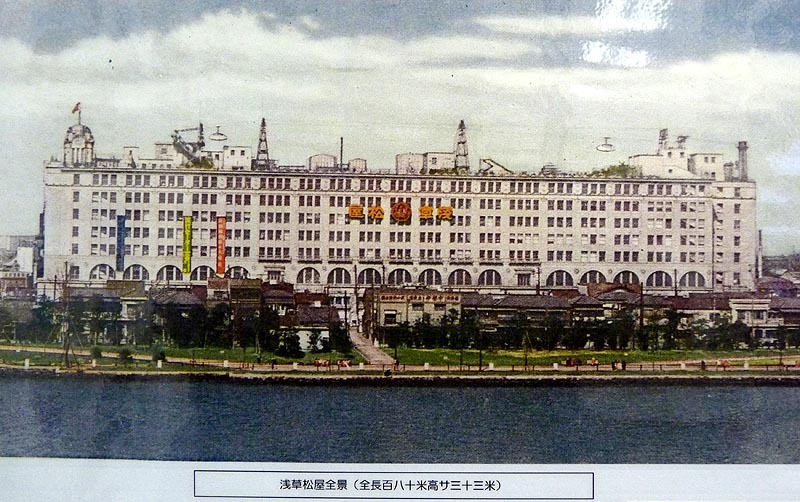
Branche ouverte en 1931 à Asakusa, vue depuis la Sumida-gawa (photo d'époque).